# Álvaro de Figueroa y Alonso-Martínez
Álvaro de Figueroa y Alonso-Martínez, marquis de Villabrágima, né le 21 décembre 1893 à Madrid et mort le 3 novembre 1959 dans la même ville, est un homme politique espagnol, membre du Parti libéral.
Fils d'Álvaro de Figueroa, comte de Romanones, Álvaro de Figueroa y Alonso-Martínez est membre du Congrès des députés de 1917 à 1923 et de 1936 à 1939, ainsi que maire de Madrid de 1921 à 1922.
Membre de l'équipe d'Espagne de polo, il est médaillé de bronze aux Jeux olympiques de 1920 à Anvers et quatrième des Jeux olympiques de 1924 à Paris.